# 七星林特大桥
七星林特大桥是廣珠鐵路珠海段的部份，位於中華人民共和國廣東省珠海市斗門區乾务镇网山七星林村，横跨西部沿海高速。大橋全长3337米，共计102跨，101个墩身，2个桥台，是广珠铁路珠海段最长的一座特大桥，轨面离地高达30多米，也是整段鐵路的最高点。大桥全部采用预应力混凝土简支T梁，圆端形桥墩，矩形空心桥台，墩台、桥台均采用604钻孔灌注桩基础，桩径为1米。该桥与虎跳门特大桥之间有462米路基首尾相连，然後再通往下一段的升平特大桥，是珠海段最长的一座特大桥。特大桥由中铁六局集团太原铁建公司興建，2008年4月28日復工，6月21日正式開始動工。
由於工程跨越鱼塘、丘陵较多，加上當地天氣變化複雜，工程由於受到降雨及積水的影響，其進度多次受阻。結果大橋要到2011年底竣工通車。